# Stadion im. Mariana Paska w Koninie
Stadion im. Mariana Paska w Koninie przy ulicy Dmowskiego może pomieścić 2000 osób, z czego 1850 na miejscach siedzących. Stadion nie posiada oświetlenia.
W czasie gdy klub Aluminium Konin grał w II lidze, rozgrywał on swoje mecze na największym w mieście  Stadionie im. Złotej Jedenastki Kazimierza Górskiego, zaś na stadionie przy ulicy Dmowskiego mecze grały rezerwy klubu i drużyny juniorskie. W związku ze spadkiem klubu do niższych lig, przeniesiono rozgrywanie jego meczów na stadion przy ulicy Dmowskiego, zaś na stadionie Złotej Jedenastki zaczęła grać pierwszoligowa drużyna kobiet Medyk Konin.